# Marguerite De La Motte
Marguerite De La Motte est une actrice américaine, née le 22 juin 1903 à Duluth (Minnesota),, morte le 10 mars 1950  à San Francisco (Californie).

## Biographie

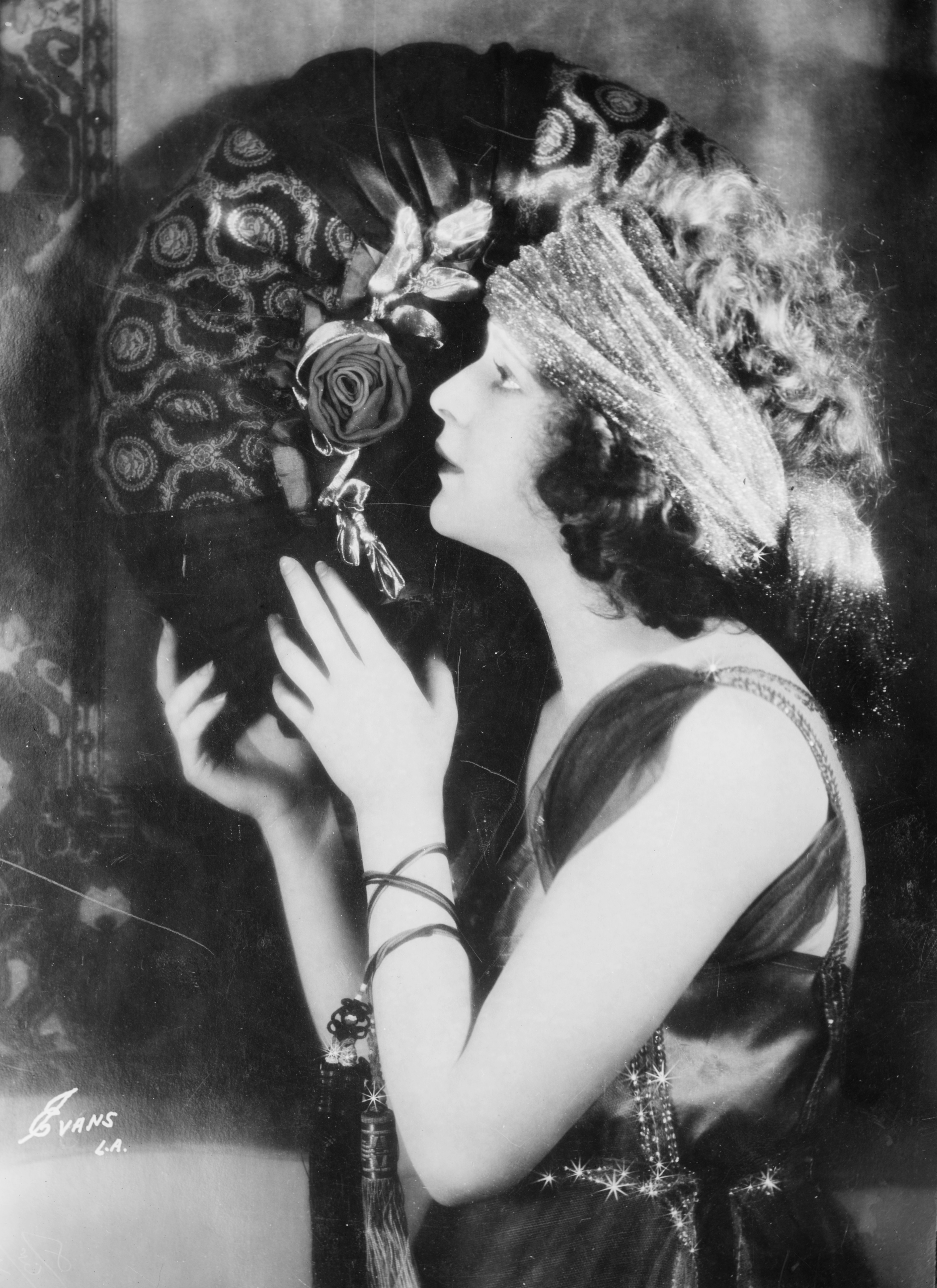
Marguerite De La Motte, le 3 août 1921.

Marguerite De La Motte est d'origine française.
Elle est inhumée dans le Olivet Memorial Park à Colma - Californie.

## Filmographie
- 1918 : Le Lieutenant Douglas (Arizona) : Lena
- 1919 : Josselyn's Wife (en) de Howard C. Hickman : Lizzie
- 1919 : The Pagan God : Beryl Addison
- 1919 : For a Woman's Honor : Helen Rutherford
- 1919 : Dangerous Waters : Cora Button
- 1919 : In Wrong : Millie Fields
- 1920 : L'Aveugle de Twin-Forth (The Sagebrusher) d'Edward Sloman : Dora Lawrence
- 1920 : The Hope : Lady Brenda Carylon
- 1920 : Trumpet Island : Ève de Merincourt
- 1920 : Le Signe de Zorro (The Mark of Zorro) : Lolita Pulido
- 1920 : The U.P. Trail : Allie Lee
- 1920 : The Broken Gate : Anne Oglesby
- 1921 : L'Excentrique (The Nut) de Theodore Reed : Estrell Wynn
- 1921 : The Ten Dollar Raise : Dorothy
- 1921 : Les Trois Mousquetaires (The Three Musketeers) : Constance Bonacieux
- 1922 : Fools of Fortune : Marion DePuyster
- 1922 : Shattered Idols : Sarasvati
- 1922 : Le Repentir (Shadows) : Sympathy Gibbs
- 1922 : The Jilt (en) : Rose Trenton
- 1923 : The Famous Mrs. Fair : Sylvia Fair
- 1923 : What a Wife Learned : Sheila Dorne
- 1923 : Scars of Jealousy : Helen Meanix
- 1923 : Just Like a Woman : Peggy Dean
- 1923 : A Man of Action : Helen Sumner
- 1923 : Wandering Daughters : Bessie Bowden
- 1923 : Desire : Ruth Cassell
- 1923 : Richard the Lion-Hearted : Lady Edith Plantagenet
- 1924 : When a Man's a Man de Edward F. Cline : Helen Wakefield
- 1924 : Behold This Woman : Sophie
- 1924 : The Clean Heart : Essie Bickers
- 1924 : Gerald Cranston's Lady : Angela
- 1924 : The Beloved Brute (en) de J. Stuart Blackton : Jacinta
- 1924 : East of Broadway : Judy McNulty
- 1924 : Those Who Dare : Marjorie
- 1924 : Amour, Amour ! (In Love with Love) de Rowland V. Lee : Ann Jordan
- 1925 : Cheaper to Marry : Doris
- 1925 : Flattery (en) de Tom Forman : Betty Biddle
- 1925 : Daughters Who Pay : Sonia / Margaret Smith
- 1925 : The Girl Who Wouldn't Work : Mary Hale
- 1925 : Off the Highway (en) de Tom Forman : Ella Tarrant
- 1925 : Children of the Whirlwind : Maggie
- 1925 : The People vs. Nancy Preston (en) de Tom Forman : Nancy Preston
- 1926 : Hearts and Fists : Alexia Newton
- 1926 : Fifth Avenue : Barbara Pelham
- 1926 : Red Dice : Beverly Vane
- 1926 : Fifth Avenue de Robert G. Vignola
- 1926 : The Unknown Soldier : Mary Phillips
- 1926 : Meet the Prince : Annabelle Ford
- 1926 : La Dernière Frontière (The Last Frontier) de George B. Seitz : Beth
- 1926 : Pals in Paradise de George B. Seitz : Geraldine Howard
- 1927 : The Final Extra (en) : Ruth Collins
- 1927 : Held by the Law : Mary Travis
- 1927 : The Kid Sister : Helen Hall
- 1927 : Ragtime : Beth Barton
- 1927 : Broadway Madness : Maida Vincent
- 1929 : Le Masque de fer (The Iron Mask) : Constance
- 1929 : Montmartre Rose : Jeanne
- 1930 : Shadow Ranch : Ruth Cameron
- 1934 : A Woman's Man : Gloria Jordan
- 1941 : Reg'lar Fellers : Mrs. Dugan
- 1942 : The Man Who Returned to Life : Mrs. Hibbard
- 1942 : Overland Mail (en) de Ford Beebe et John Rawlins : Rose, the Waitress [Chs. 1, 8]